# Мау кинг
Мау кинг је друштвена игра коју је развила компанија Артхак д.о.о за Андроид и Ајфон. Објавила ју је мала компанија у сарадњи са групом независних илустратора у мају 2018, а другу редизајнирану верзију у новембру 2023. Апликација је популарна на простору Балкана, где се ова карташка игра Мау Мау игра по одређеним правилима каква су усвојена у Мау Кинг.
Игра омогућава онлајн играчима да играју Мау Мау један против другог у реалном времену. Корисник улази у главни екран, где отпочиње брзу игру с непознатим противницима, или приватну игру с пријатељима. Табла са најбољим резултатима показује листе овонедељних најбољих играча и листу најбољих играча свих времена.
Правила игре су у складу са правилима каква се користе уживо. Игра је доступна на српском, босанском, хрватском и енглеском језику.